# Dactylorhiza incarnata
Dactylorhiza incarnata là một loài thực vật có hoa trong họ Lan. Loài này được (L.) Soó mô tả khoa học đầu tiên năm 1962.
Đây là một loài phong lan lâu năm, khí hậu ôn đới thường được tìm thấy mọc ở những đồng cỏ ẩm ướt và nói chung là trên đất giàu base, lên tới khoảng 2100m. Loài này xuất hiện rộng rãi ở Châu Âu và Châu Á từ Bồ Đào Nha và Ireland ở phía đông đến Siberia và Tân Cương.
Có một số phân loài và cả các giống lai, khiến việc xác định loài này trở nên khó khăn hơn, nhưng thông thường, cành hoa mạnh mẽ với thân rỗng, cao 25-60 và 60 cm, và mang tới 50 bông hoa. Cây phát triển đến chiều cao từ 15 đến 70 cm. Lá 4-7 dựng lên màu vàng xanh lá cây có chóp trùm đầu. Cụm hoa dài 4–12 cm, có tới 50 hoa. Các cánh giữa dài và hẹp, vì các mặt của nó bị phản xạ mạnh (gập lại). Đầu có ba thùy nông. Hoa thường có màu da thịt (ý nghĩa của incarnata) và cánh giữa thường có các dấu hình vòng lặp.
Thời gian ra hoa là từ tháng 5 đến giữa tháng 7, phụ thuộc vào vĩ độ và phân loài.

## Hình ảnh

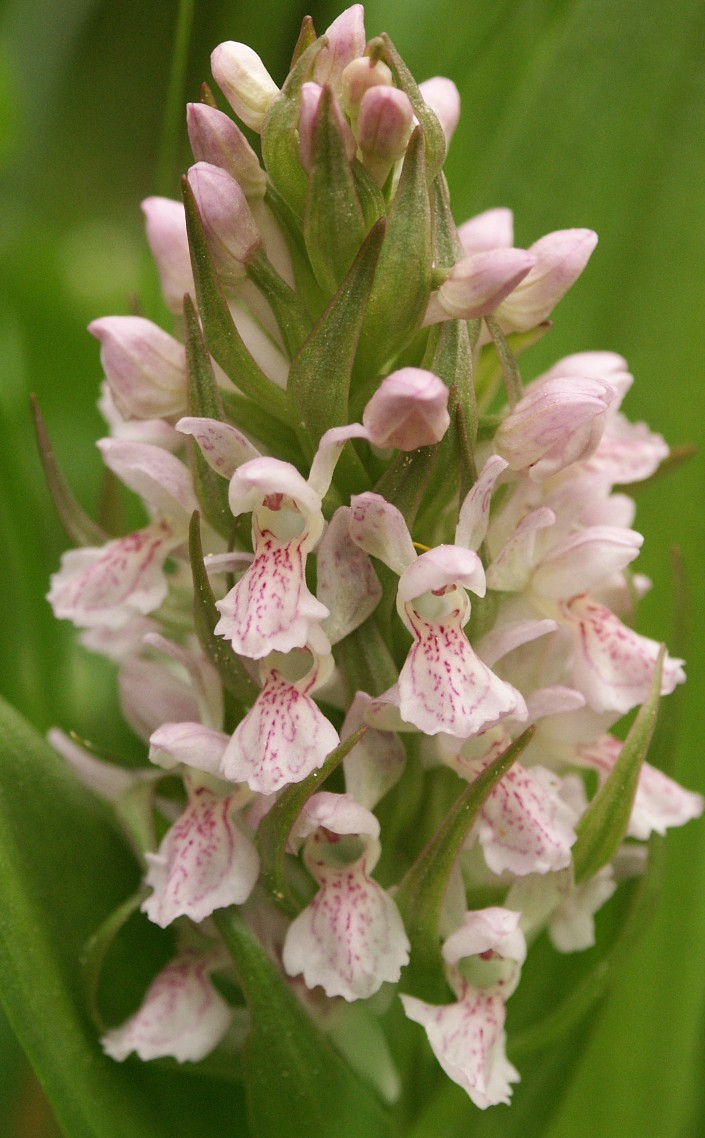
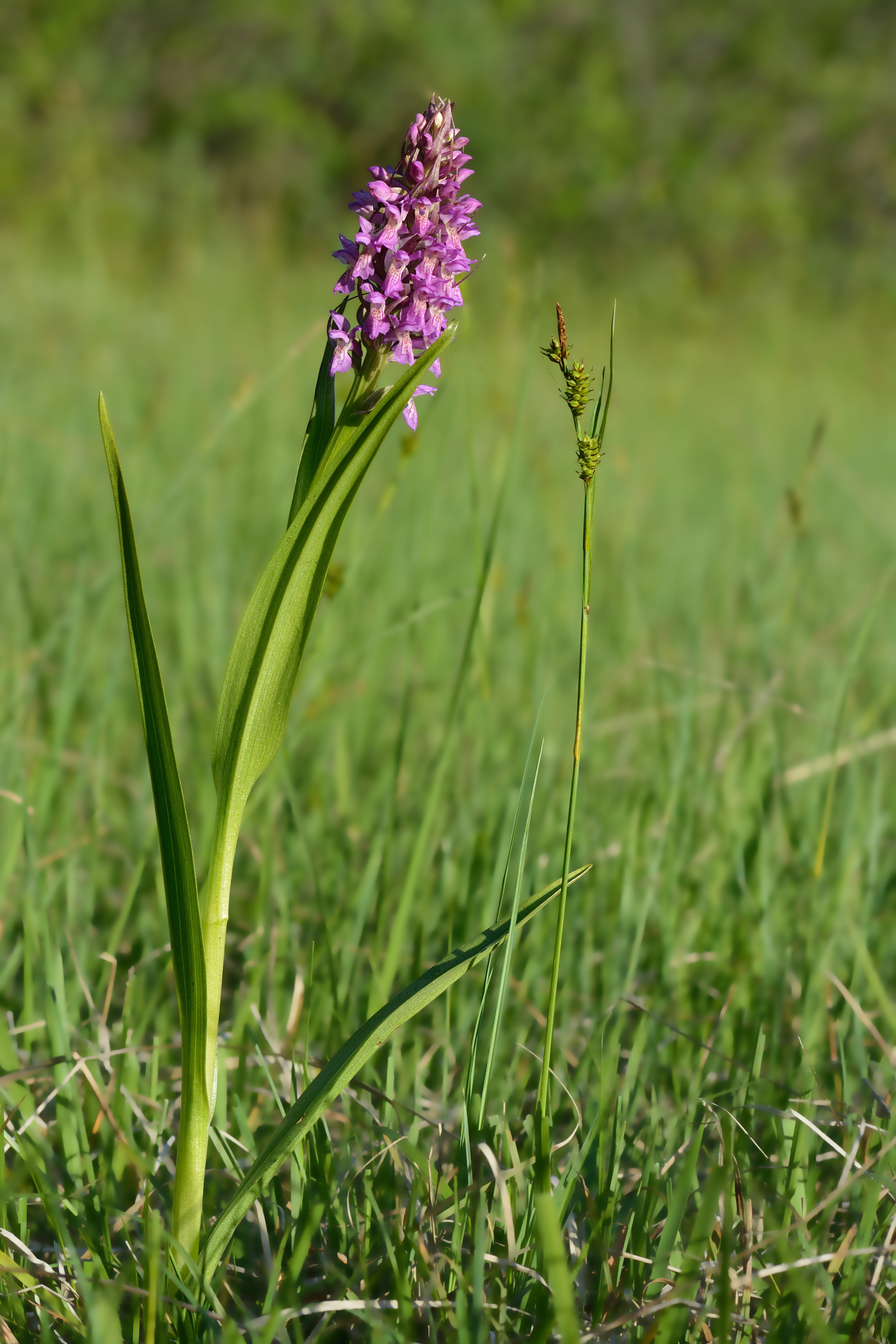
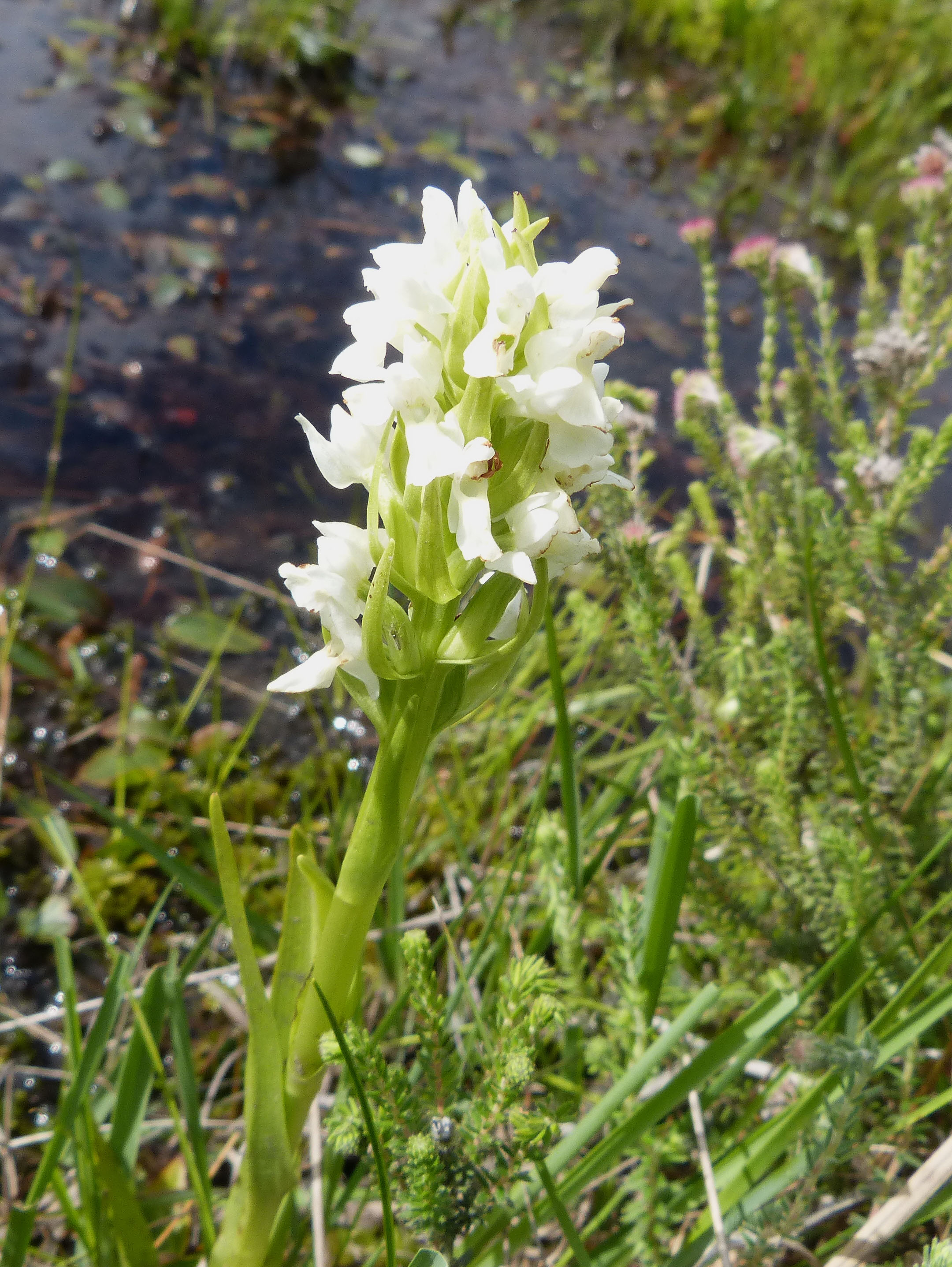
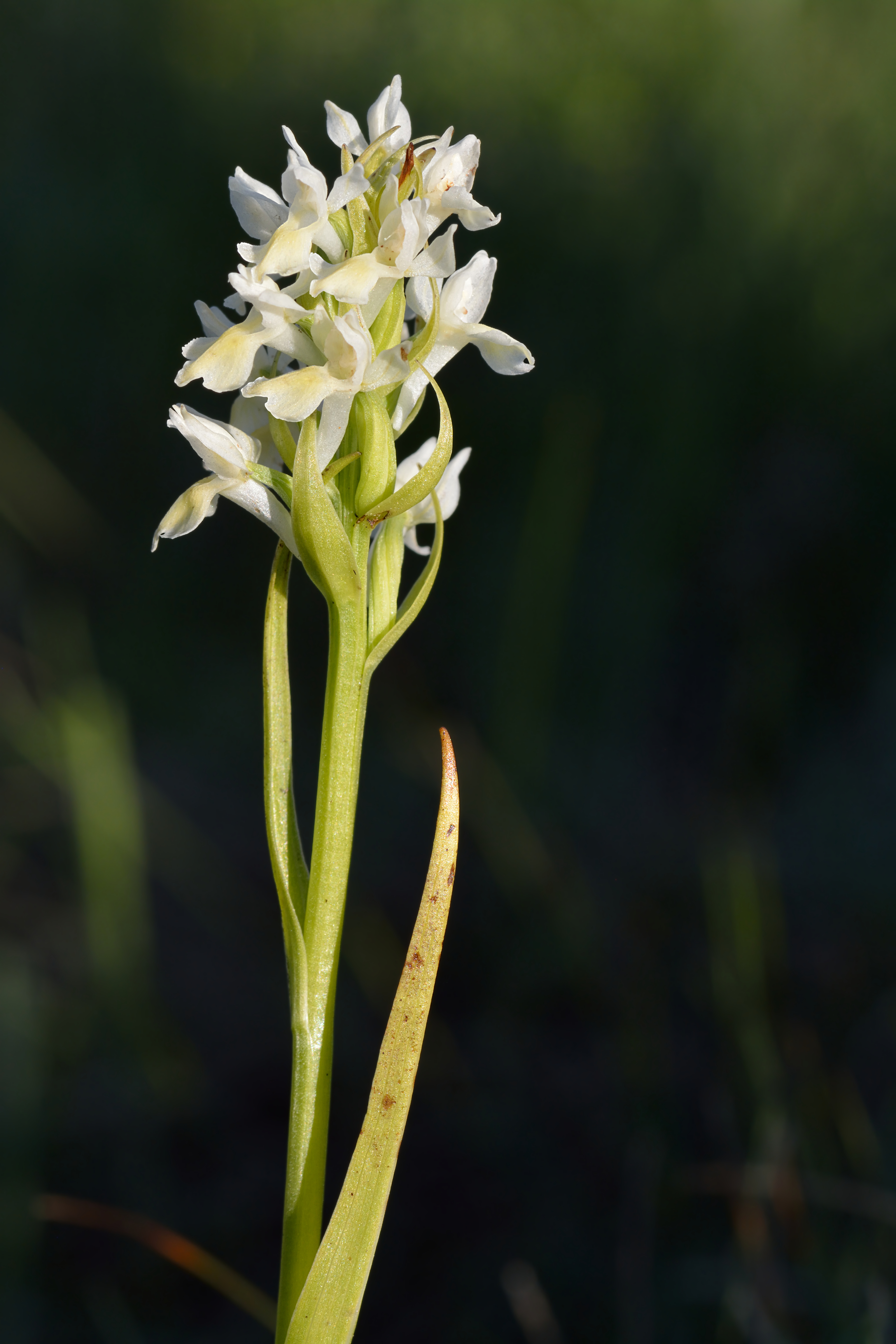